# Карботермія
Карботермі́я (від лат. carbo (carbonis) — вугілля і грец. therme — теплота, жар) — металургійні процеси, що ґрунтуються на відновленні металів з їх сполук вуглецем та матеріалами, що містять вуглець, при підвищених температурах (бл. 500 °C і вище).
Найпоширенішими матеріалами, що містять вуглець, є металургійний кокс, кам'яне та деревне вугілля, сажа.
Розрізняють пряме відновлення (твердим вуглецем) і непряме (монооксидом вуглецю).
Відновлення вугіллям (коксом) здійснюють зазвичай тоді, коли метали, що їх добувають, зовсім не утворюють карбідів або утворюють неміцні карбіди (сполуки з карбоном); це — залізо і багато кольорових металів — мідь, цинк, кадмій, германій, олово, свинець та ін.
Так, наприклад, вугілля і монооксид вуглецю відновлюють мідь з червоної мідної руди (куприту) Сu2О:
Cu2O + C = 2Cu + CO;
Cu2O + CO = 2Cu + CO2.
Аналогічно відбувається добування чавуну і сталі із залізних руд:
2Fe2O3 + 3C → 4Fe + 3CO2.